# Côte de Tanesashi
La côte de Tanesashi (種差海岸, Tanesashi kaigan) est un lieu de beauté pittoresque désigné de niveau national situé à Hachinohe dans la préfecture d'Aomori au Japon,. Elle fait partie du Parc national de Sanriku Fukkō depuis 2013.

## Source de la traduction
- (en) Cet article est partiellement ou en totalité issu de l’article de Wikipédia en anglais intitulé « Tanesashi Coast » (voir la liste des auteurs).